# VIA Gra
Ne doit pas être confondu avec Viagra.
VIA Gra est un groupe musical russo-ukrainien féminin, créé en 1999 par Dmitry Kostyuk et Konstantin Meladze (le frère du chanteur Valery Meladze),. Le groupe se nomme Nu Virgos en Europe.

## Nouvelle mouture
En décembre 2012, leur producteur et compositeur Konstantin Meladze annonce la fin du projet VIA Gra. Puis il ajoute qu'il élaborera un nouveau projet de télé-réalité sous forme de Nouvelle Star qui consisterait à élire les nouvelles membres du groupe, avec pour jury des grandes figures de l'ancien Nu virgos. Les grandes gagnantes de Khotchu v VIA Gru (russe : « Хочу V ВИА Гру », « je veux intégrer VIA Gra ») ont été élues en novembre 2013 tandis que Dmytro Kostiuk, le second producteur avec qui il entre en conflit, lance lui-même son nouveau groupe. Les deux hommes sont actuellement[Quand ?] en train de se disputer leurs droits sur le nom VIA Gra au tribunal. Ce conflit donne donc naissance à deux différents trios.

## Historique des compositions
| Date                          | Membre            | Membre                | Membre             | Membre |
| ----------------------------- | ----------------- | --------------------- | ------------------ | ------ |
| Septembre 2000 - avril 2002   | Alena Vinnitskaya | Nadejda Granovskaya   |                    |        |
| Avril 2002 - novembre 2002    | Alena Vinnitskaya | Tatiana Naïnik        | Anna Sedokova      |        |
| Septembre 2002 - janvier 2003 | Alena Vinnitskaya | Nadejda Granovskaya   | Anna Sedokova      |        |
| Janvier 2003 - mai 2004       | Vera Brejneva     | Nadejda Granovskaya   | Anna Sedokova      |        |
| Mai 2004 - septembre 2004     | Vera Brejneva     | Nadejda Granovskaya   | Svetlana Loboda    |        |
| Septembre 2004 - janvier 2006 | Vera Brejneva     | Nadejda Granovskaya   | Albina Djanabaïeva |        |
| Janvier 2006 - avril 2006     | Vera Brejneva     | Kristina Kots-Gotlib  | Albina Djanabaïeva |        |
| Avril 2006 - avril 2007       | Vera Brejneva     | Olga Romanovskaya     | Albina Djanabaïeva |        |
| Avril 2007 - juillet 2007     | Vera Brejneva     | Albina Djanabaïeva    | Meseda Bagaudinova |        |
| Juillet 2007 - mars 2008      |                   | Meseda Bagaudinova    | Albina Djanabaïeva |        |
| Mars 2008 - janvier 2009      | Tatiana Kotova    | Meseda Bagaudinova    | Albina Djanabaïeva |        |
| Janvier 2009 - 22 mars 2010   | Tatiana Kotova    | Nadejda Granovskaya   | Albina Djanabaïeva |        |
| 22 mars 2010 - décembre 2011  | Eva Bushmina      | Nadejda Granovskaya   | Albina Djanabaïeva |        |
| Décembre 2011 - octobre 2012  | Eva Bushmina      | Santa Dimopulos       | Albina Djanabaïeva |        |
| Octobre 2012 - décembre 2012  | Eva Bushmina      |                       | Albina Djanabaïeva |        |
| Novembre 2013 - mars 2018     | Erika Cerceg      | Anastasia Kojevnikova | Misha Romanova     |        |
| Mars 2018 - septembre 2018    | Erika Cerceg      | Anastasia Kojevnikova | Olga Meganskaya    |        |
| Septembre 2018 - octobre 2020 | Erika Cerceg      | Olga Meganskaya       | Ulyana Sinetskaya  |        |
| Depuis octobre 2020 – 2022    | Ulyana Sinetskaya | Ksenia Popova         | Sofia Tarassova    |        |

## Membres du groupe
| Chanteuse             | Date                                                                                       | Nombre d'années et/ou de mois |
| --------------------- | ------------------------------------------------------------------------------------------ | ----------------------------- |
| Alena Vinnitskaya     | Septembre 2000 — janvier 2003                                                              | 2 ans et 4 mois               |
| Nadejda Granovskaya   | Septembre 2000 — avril 2002 / septembre 2002 — janvier 2006 / janvier 2009 - novembre 2011 | 8 ans                         |
| Tatiana Naïnik        | Avril 2002 — novembre 2002                                                                 | 7 mois                        |
| Anna Sedokova         | Avril 2002 — mai 2004                                                                      | 2 ans et 1 mois               |
| Vera Brejneva         | Janvier 2003 — juillet 2007                                                                | 4 ans 6 mois                  |
| Svetlana Loboda       | Mai 2004 — septembre 2004                                                                  | 4 mois                        |
| Albina Djanabaïeva    | Septembre 2004 — décembre 2012                                                             | 8 ans et 2 mois               |
| Kristina Kots-Gotlib  | Janvier 2006 — avril 2006                                                                  | 3 mois                        |
| Olga Romanovska       | Avril 2006 — avril 2007                                                                    | 1 ans                         |
| Meseda Bagaudinova    | Avril 2007 — janvier 2009                                                                  | 1 ans et 9 mois               |
| Tatiana Kotova        | Mars 2008 — mars 2010                                                                      | 2 ans                         |
| Eva Bushmina          | Mars 2010 — décembre 2012                                                                  | 2 ans et 9 mois               |
| Santa Dimopulos       | Décembre 2011 — octobre 2012                                                               | 10 mois                       |
| Misha Romanova        | Octobre 2013 — mars 2018                                                                   | 4 ans et 5 mois               |
| Anastasia Kojevnikova | Octobre 2013 — septembre 2018                                                              | 4 ans et 11 mois              |

## Discographie
- 2001 : Popitka no 5
- 2002 : Popitka no 5 (réédition)
- 2003 : Stop! Snyato!
- 2003 : Biologiya
- 2004 : Stop! Stop! Stop! (en anglais)
- 2005 : Brillianty
- 2006 : VIA Gra. MP3 Collection
- 2007 : L.M.L. (En anglais)
- 2007 : Patselui
- 2008 : Emansipatsiya
- 2015 : Vse luchsheye v odnom (compilation)

## Single / Clip
- 2000 : Popitka no 5
- 2000 : Obnimi Menya
- 2001 : Bomba
- 2001 : Ya niè Vernus
- 2002 : Stop! Stop! Stop!
- 2002 : Good Morning, Papa
- 2003 : Niè ostavlyaï menya,Luibimiï
- 2003 : Ubeï Moyu Godrugu
- 2003 : Vot Taki Dela (avec Verka Serduchka)
- 2003 : Okean i Tri Reki (avec Valeriï Meladze)
- 2003 : Stop ! Stop ! Stop ! (version anglaise)
- 2004 : Prityajenya Bolshe niet (avec Valeriï Meladze)
- 2004 : Biologiya
- 2004 : Oï Govarila Tchista voda
- 2004 : Mir, O Kotorom Ya niè Znala Do Tebya
- 2005 : Niet nitchego Huje, Tchem Bit'
- 2005 : Brillianty
- 2006 : Obmani, No Ostansya
- 2006 : Lutchik Moï Lyubimiï (LML)
- 2006 : Tsvetok i Noj
- 2006 : Dozhd Mechty
- 2007 : Patselui
- 2008 : Ya Niè Bayus
- 2008 : My emancipation
- 2008 : Amerikanskaya Jena
- 2009 : Anti-Geïsha
- 2009 : Sumasshedshiï
- 2010 : Poshyol Von
- 2010 : Dien Biez Tebya
- 2012 : Allo, Mam !
- 2013 : Ne Vedaya Pregrad
- 2013 : Jiva
- 2013 : Peremirie
- 2013 : Magiya
- 2014 : U Menya Poyavilsya Drugoï (avec Vakhtang)
- 2014 : Kislorod (en duo avec Mot)
- 2015 : Eto Bylo Prekrasno
- 2015 : Tak Silno
- 2016 : Kto ti mne?
- 2017 : Moyo serdce zanyato
- 2018 : Ya polubila monstra
- 2019 : Lubyol
- 2019 : 1+1